# Diana Extended: The Remixes
Diana Extended: The Remixes è un album di remix della cantante statunitense Diana Ross, pubblicato nel 1994.

## Tracce
USA/UK CD/12" Vinile Maxi-Singolo
1. The Boss (David Morales Remix) – 6:31
2. Love Hangover (Frankie Knuckles Remix) – 8:24
3. Upside Down (David Morales & Satoshi Tomiie) – 8:06
4. Someday We'll Be Together (Frankie Knuckles Remix) – 8:46
5. Chain Reaction (Dewey B & Spike) – 6:15
6. You're Gonna Love It (E-Smoove & Steve 'Silk' Hurley Remix) – 4:24
7. I'm Coming Out (Maurice's Club Remix) – 8:08

USA/UK 12" Vinile Edizione Limitata Doppio LP
1. A1. The Boss (David Morales Remix) – 6:27
2. A2. Someday We'll Be Together (Frankie Knuckles Def Mix) – 8:43
3. A3. I'm Coming Out (Maurice Club Mix) – 8:07
4. B1. Upside Down (David Morales Down Under Mix) – 8:04
5. B2. Love Hangover (Frankie Knuckles Classic Mix) – 8:20
6. B3. Love Hangover (Frank Knuckles Tribal Reprise Remix) – 5:23
7. C1. Someday We'll Be Together (Frankie Knuckles Dub Remix) – 6:57
8. C2. The Boss (David Morales Dub Remix) – 6:55
9. C3. Upside Down (Satoshi Tomiie & David Morales Dub Part 1) – 7:42
10. D1. The Boss (David Morales BYC Remix) – 11:06
11. D2. I'm Coming Out (Maurice's Monstrumental Remix) – 8:02